# Fang Zheng
Fang Zheng  (né le 14 octobre 1966 à Hefei, Anhui) est un ancien manifestant étudiant chinois qui a été grièvement blessé lors des manifestations de la place Tian'anmen en 1989. Fang Zheng a obtenu un titre de champion de Chine d'athlétisme pour handicapés. Mais sa participation à des compétitions internationales lui a été interdite. Ultérieurement il s'est réfugié aux États-Unis. 

## Biographie
En 1985, Fang Zheng a été accepté à l'Académie des sciences physiques de Pékin en tant qu'étudiant en physiologie du sport. Il est diplômé en 1989.
Fang Zheng participe aux manifestations de la place Tian'anmen en 1989. Il est grièvement blessé lors de l'évacuation de la place par l'Armée populaire de libération. Alors que trois chars de combat se dirigent vers un groupe de manifestants en fuite, Fang Zheng aide une jeune fille à sauter par-dessus une barrière pour quitter la trajectoire des chars. Mais il ne peut lui-même s'échapper et ses jambes sont écrasées. Il précise : « Les chenilles ont roulé sur mes jambes et mon pantalon, et j'ai été traîné sur une grande distance. » Fang Zheng a perdu les deux jambes : la droite a été coupée au-dessus du genou, la jambe gauche amputée juste en dessous du genou.
Il a recommencé à s'entraîner dans le cadre du long processus de guérison qui a suivi la double amputation, se concentrant sur le disque et le javelot. En dépit de son handicap, Fang Zheng a réussi à retrouver le chemin de l'athlétisme, participant aux troisièmes Jeux athlétiques handicapés de Chine à Guangzhou en 1992, où il a remporté deux médailles d'or en lancer de disque. Mais n'ayant pas de passeport, il n'a pas pu participer à des compétitions à l'étranger.
À l'approche des Jeux olympiques de 2008 à Pékin, le gouvernement s'est de nouveau inquiété du fait que Fang Zheng s'exprimait. Plutôt que de risquer de le laisser donner plus d'interviews aux points de presse occidentaux et détourner l'attention alors que la Chine est sous les projecteurs, le régime chinois lui a finalement donné un passeport. Il est venu aux États-Unis avec sa femme et sa fille, ils vivent en Californie.